# Легран, Мишель
Мише́ль Жан Легра́н (фр. Michel Jean Legrand; 24 февраля 1932, Париж — 26 января 2019, там же) — французский композитор, пианист, аранжировщик, дирижёр и певец. Трёхкратный обладатель кинопремии «Оскар»: за лучшую песню «The Windmills of Your Mind» («Ветряные мельницы твоего сознания») к американскому кинофильму «Афера Томаса Крауна» (1968), а также в 1971 и 1983 годах; лауреат пяти премий «Грэмми» и обладатель премии «Золотой глобус». Написал более двухсот песен к кино- и телефильмам. В России, в первую очередь, известен музыкой к французскому кинофильму «Шербурские зонтики» (1964).

## Биография
Первый музыкальный опыт Легран получил у своего отца Раймона Леграна — композитора, дирижёра и руководителя одного из оркестров варьете, и матери — Марсель Дер-Микаэлян, пианистки армянского происхождения, сестры эстрадного дирижёра Жака Элиана. Брак родителей продлился с 1929 по 1935 год.
Был знаком с Эдит Пиаф и Морисом Шевалье. Учился у Нади Буланже в Парижской консерватории, после окончания которой в 1952 году отправился в турне по США. Начиная с 1953 года начал писать музыку к кинофильмам, неоднократно работал с такими режиссёрами, как Жак Деми и Жан-Люк Годар. Наибольшую известность ему принесли музыкальные фильмы «Шербурские зонтики» (1964) и «Девушки из Рошфора» (1966) кинорежиссёра Жака Деми. Вокальные партии двух героинь в первом фильме — Женевьевы (Катрин Денёв) и её матери (Анна Вернон) исполнила сестра композитора Кристин.
С конца 1960-х годов начал работать в британском кино, а затем — и в Голливуде.
Как джазовый пианист работал с произведениями Джанго Рейнхарда и Бикса Бейдербека. В 1958 году записал альбом с Дональдом Бирдом, Джоном Колтрейном и Беном Вебстером, в 1978 году — альбом Le Jazz Grand, а в 1991 — альбом Dingo, за который удостоился премии «Грэмми». Параллельно выступал как дирижёр и пианист классической музыки.
Мишель Легран — трижды лауреат премии «Оскар» в номинациях за лучшую песню и лучшую музыку к фильму. Всего номинировавшись шесть раз, он получил «Оскар» в 1969 (The Windmills of Your Mind, «Афера Томаса Крауна» — лучшая песня), 1972 («Лето 42-го», лучший оригинальный саундтрек) и 1984 («Йентл», лучшая запись песен к фильму) годах. Композитор является лауреатом премий BAFTA и «Золотой глобус» (на которую номинировался восемь раз), также три раза номинировался на премию «Сезар».
Легран автор музыки к балету хореографа Джона Ноймайера «Лилиом» (Гамбургский балет, 2011). За эту работу в 2012 году он был награждён призом «Бенуа танца».
Мишель Легран скончался на 87-м году жизни 26 января 2019 года в Париже. Похоронен на кладбище Пер-Лашез (44-й дивизион, перекресток авеню № 2).

## Семья
Дедушка (по материнской линии) — Саркис Дер-Микаэлян (ум. 1942), в 1915 году бежал во Францию, спасаясь от геноцида армян в Османской империи.
Отец — Раймон Поль Легран (1908—1974), французский композитор и дирижёр.
Мать — Айкануш Марсель Дер-Микаэлян пианистка.

Сестра — Кристиан Легран (1930—2011), французская певица, озвучивала главные женские роли в фильме «Шербурские зонтики». Выступала в коллективах Christiane Legrand Trio, Ensemble Vocal Christiane Legrand, Jacques Hélian Et Son Orchestre, Le Groupe J.M.S., Le Quatuor Vocal Christiane Legrand, Les Angels, Les Barclay, Les Blue Stars, Les Double Six, Les Fontana, Les Swingle Singers.
«Моя сестра исполнила в этом фильме арии не только Женевьев, главной героини, но и её матери, которую сыграла Анна Вернон».
Единокровный брат — Мишель-Патрик Легран (род. 1943).
Единокровный брат — Бенжамен Легран (род. 1950), французский писатель.
Единокровный брат — Оливье Легран (род. 1954), французский художник.
Единокровная сестра — Корали Легран (род. 1972).
Первая жена — Кристин Бушар, манекенщица.
Вторая жена — Изабель Рондон, кинематографист.
Третья жена (до 2013 года) — Катрин Мишель (род. 1948), арфистка.
В сентябре 2014 года Мишель Легран обвенчался в Александро-Невском соборе со своей последней женой, актрисой, писательницей и продюсером русского происхождения Машей Мериль (род. 1940), урождённой княжной Гагариной.

У Мишеля Леграна четверо детей. Сыновья пошли по стопам отца и посвятили себя музыке.
«Один мой сын — композитор. Другой — певец. У каждого из них своя жизнь. Одна дочь занимается конным спортом, участвует в соревнованиях. Вторая — руководит курсами вождения». 
Племянница композитора — Виктория Легран — участница балтиморского дрим-поп дуэта «Beach House».

## Сотрудничество
- Мишель Легран неоднократно выступал с Тамарой Гвердцители и писал для неё музыку после концерта певицы в парижском концертном зале «Олимпия» в 1991 году.

## Фильмография
- 1955 — «Влюблённые из Тахо / Любовники с реки Тежу» / Les amants du Tage / Lovers' Net
- 1957 — «Трёхколёсный грузовой мотороллер» / Le Triporteur
- 1957 — «Рейды по городу» / Rafles sur la ville
- 1957 — «Очаровательные парни» / Charmants Garçons
- 1960 — «Америка глазами француза» / L’Amérique insolite
- 1960 — «Пустошь[фр.]» / Terrain vague
- 1960 — «С бьющимся сердцем» / Le coeur battant
- 1960 — «Двери хлопают» / Les portes claquent
- 1961 — «Так со мной поступить» / Me faire ça à moi
- 1961 — «Лола» / Lola
- 1961 — «Женщина есть женщина» / Une Femme Est Une Femme
- 1961 — «Месть простофиль» / Le Cave se rebiffe
- 1961 — «Говори, мой зайчик» / Cause toujours, mon lapin
- 1961 — «Щедрое сердце» / Un coeur gros comme ça
- 1962 — «Жить своей жизнью» / Vivre sa Vie
- 1962 — «Семь смертных грехов» / Les sept peches capitaux
- 1962 — «Ева» / Eva
- 1962 — «Клео от 5 до 7» / Cléo de 5 à 7
- 1962 — «Джентльмен из Эпсома» / Le gentleman d’Epsom
- 1962 — «Как рыба в воде» / Comme un poisson dans l’eau
- 1963 — «Залив ангелов» / La Baie des anges
- 1963 — «Прекрасный май» / Le joli mai
- 1963 — «Любовь – это шар» / Love Is a Ball
- 1963 — «Мегрэ и гангстеры» / Maigret voit rouge
- 1964 — «Самые прекрасные мошенничества в мире» / Les plus belles escroqueries du monde
- 1964 — «Очаровательная идиотка» / Une ravissante idiote
- 1964 — «Шербурские зонтики» / Les Parapluies de Cherbourg
- 1964 — «Банда аутсайдеров» / Bande à part
- 1965 — «Летят фазаны» / Quand passent les faisans
- 1965 — «Коррида для шпиона (Кодовое имя: Ягуар)» / Corrida pour un espion (Code Name: Jaguar)
- 1966 — «Фальшивые деньги» / Monnaie de singe
- 1966 — «Пластиковый купол Нормы Джин» / The Plastic Dome of Norma Jean
- 1966 — «Нежный проходимец» / Tendre voyou
- 1966 — «Девушки из Рошфора» / Les Demoiselles de Rochefort
- 1966 — «Кто вы, Полли Маггу?» / Qui êtes-vous, Polly Maggoo?
- 1966 — «Жизнь Богачей» / La Vie de château
- 1967 — «Китаянка» / La Chinoise
- 1967 — «Древнейшая профессия в мире» / Le plus vieux métier du monde
- 1967 — «Прелестная Полли» / Pretty Polly
- 1968 — «Полярная станция Зебра» / Ice Station Zebra
- 1968 — «Манон 70» / Manon 70
- 1968 — «Афера Томаса Крауна» / Thomas Crown affair
- 1968 — «Сладкий ноябрь» / Sweet November
- 1968 — «Как спасти брак (И разрушить свою жизнь)» / How to Save a Marriage and Ruin Your Life
- 1968 — «Человек в бьюике» / L’Homme à la Buick
- 1969 — «Бассейн» / La piscine
- 1969 — «Свидание» / The Appointment (в окончательной версии фильма использовалась другая музыка)
- 1969 — «Охрана замка» / Castle Keep
- 1969 — «Грязная игра» / Play Dirty
- 1969 — «Счастливый конец» / The Happy Ending
- 1969 — «Лето Пикассо» / The Picasso Summer
- 1969 — «Зовите меня Матильда» / Appelez-moi Mathilde
- 1970 — «Поймать Пеббл» / To Catch a Pebble
- 1970 — «Осколки грёз» / Pieces of Dreams
- 1970 — «Посредник» / The Go-Between
- 1970 — «Грозовой перевал» / Wuthering Heights
- 1970 — «Ослиная шкура» / Peau d'âne
- 1970 — «Дама в очках и с ружьём в автомобиле» / The Lady in the Car with Glasses and a Gun
- 1971 — «Город-бидон» / La ville-bidon
- 1971 — «Баллада о Брайане» / Brian’s Song
- 1971 — «Повторный брак» / Les Mariés de l’an II
- 1971 — «Лето 42-го» / Summer of '42
- 1971 — «Ле-Ман» / Le Mans
- 1971 — «Немного солнца в холодной воде» / Un peu de soleil dans l’eau froide
- 1971 — «Побег» / La poudre d’escampette
- 1972 — «Оса – не дура» / Pas folle la guêpe
- 1972 — «Жалобы портного» / Portnoy’s Complaint
- 1972 — «Старая дева» / La vieille fille
- 1972 — «Огни Сретенья» / Feux de la Chandeleur
- 1972 — «Человек умер» / Un Homme est Mort
- 1972 — «Леди поёт блюз» / Lady Sings the Blues
- 1972 — «Один — одинокое число» / One Is a Lonely Number Two Is a Happy Number
- 1972 — «Банда заложников» / Le gang des otages
- 1972 — «Время для любви» / A Time for Loving
- 1973 — «Недостижимая цель» / Story of a Love Story (L’impossible objet)
- 1973 — «Слегка беременный / Самое значительное событие с тех пор, как человек ступил на Луну» / A Slightly Pregnant Man / L' Evenement le plus important depuis que l’homme a marche sur la lune
- 1973 — «40 карат» / 40 Carats
- 1973 — «Три мушкетёра» / The Three Musketeers
- 1973 — «Ф как фальшивка» / F for Fake
- 1973 — «Кукольный дом» / A Doll’s House
- 1973 — «Полицейские и воры» / Cops and Robbers
- 1973 — «Веселушка» / Breezy
- 1973 — «Наследие нации (Дело Нельсона)» / Bequest to the Nation (The Nelson Affair)
- 1974 — «Наше время» / Our Time
- 1974 — «Хорошо быть живым» / It’s Good to Be Alive
- 1975 — «Клетка без ключа» / Cage Without a Key
- 1975 — «Дикарь» / Le sauvage
- 1975 — «Шейла Левайн умерла и живёт в Нью-Йорке» / Sheila Levine Is Dead and Living in New York
- 1975 — «Специальное отделение» / Section speciale
- 1976 — «Ода Билли Джо» / Ode to Billy Joe
- 1976 — «Гейбл и Ломбард» / Gable and Lombard
- 1976 — «Смурфики и волшебная флейта» / The Smurfs and the Magic Flute / La flûte à six schtroumpfs
- 1976 — «Свадебное путешествие» / Le voyage de noces
- 1977 — «Обратная сторона полуночи» / The Other Side Of Midnight
- 1977 — «Крутой наполовину» / Semi-Tough
- 1977 — «Путешествия Гулливера» / Gulliver’s Travels
- 1978 — «Once Upon a Time... Man» / Il Etait Une Fois… l’homme
- 1978 — «Дороги на Юг» / Les routes du sud
- 1978 — «Моя первая любовь» / Mon premier amour
- 1978 — «Жар-птица» / Hi no tori
- 1979 — «Леди Оскар» / Lady Oscar
- 1979 — «Знаменитые приключения барона Мюнхаузена» / Les fabuleuses aventures du légendaire Baron de Munchausen
- 1980 — «Атлантик-Сити» / Atlantic City
- 1980 — «Охотник» / The Hunter
- 1980 — «Люди гор» / The Mountain Men
- 1980 — «Пропадая от любви» / Falling in Love Again
- 1981 — «Болеро» / Les uns et les autres
- 1981 — «Ваш билет больше не действителен» / Your Ticket Is No Longer Valid
- 1982 — «Что заставило бежать Давида?» / Qu’est-ce qui fait courir David?
- 1982 — «Жил-был космос» / Il Etait Une Fois… L’Espace
- 1982 — «Лучшие друзья» / Best Friends
- 1982 — «Женщина по имени Голда» / A Woman Called Golda
- 1982 — «Фарс» / Slapstick (Of Another Kind)
- 1982 — «Подарок» / Le cadeau
- 1983 — «Любовь в Германии» / Eine Liebe In Deutschland
- 1983 — «Никогда не говори никогда» / Never Say Never Again
- 1983 — «Йентл» / Yentl
- 1984 — «История Джесси Оуэнса» / The Jesse Owens Story
- 1984 — «Тайные места» / Secret Places
- 1984 — «Слова и музыка» / Paroles et musique
- 1985 — «Подземная парковка» / Parking
- 1985 — «Уйти, вернуться» / Partir, Revenir
- 1985 — «Отель «Палас»» / Palace
- 1986 — «Хватай и беги» / Touch and go
- 1986 — «Жила-была Жизнь» / Il etait une fois… la Vie
- 1986 — «Грехи» / Sins
- 1987 — «Спираль» / Spirale
- 1987 — «Казанова» / Casanova
- 1988 — «Переключая каналы» / Switching Channels
- 1988 — «Три билета на 26-е» / Trois places pour le 26
- 1989 — «Пять дней в июне» / Cinq jours en juin
- 1989 — «Ювелирная лавка» / The Jeweller’s shop
- 1990 — «Судьба» / Fate
- 1990 — «Ни пенни больше, ни пенни меньше» / Not a Penny More, Not a Penny Less
- 1990 — «Гаспар и Робинзон» / Gaspard et Robinson
- 1990 — «Побег из рая» / Fuga dal paradiso
- 1991 — «Опалённый берег» / Mountain of Diamonds
- 1991 — «Динго / Легенда джаза» / Dingo
- 1991 — «Жили-были американцы» / Il Etait Une Fois… Les Ameriques
- 1993 — «Огурец» / The Pickle
- 1994 — «Высокая мода» / Prêt-à-Porter
- 1995 — «Дети Люмьера» / Les enfants de Lumière
- 1995 — «Волшебный городок / Настоящий Шлемель» / The Real Shlemiel / Aaron’s Magic Village
- 1995 — «Отверженные» / Les Miserables
- 1996 — «Жили-были искатели» / Il etait une fois … les Explorateurs
- 1998 — «Мадлен» / Madeline
- 1999 — «Рождественский пирог» / La Bûche
- 1999 — «Пёс в мешке» / Doggy Bag
- 2000 — «Голубой велосипед» / La Bicyclette bleue
- 2002 — «А теперь, дамы и господа» / And Now… Ladies and Gentlemen…
- 2003 — «Янтарные крылья» (Россия)
- 2005 — «Кавалькада» / Cavalcade
- 2008 — «Диско» / Disco
- 2009 — «Оскар и Розовая дама» / Oscar et la dame Rose
- 2011 — «Любовь живёт три года» / L’amour dure trois ans (камео)
- 2014 — «Цена славы» / La rançon de la gloire
- 2017 — «Хранительницы» / Les gardiennes
- 2018 — «Другая сторона ветра» / The Other Side of the Wind
- 2018 — «Я потерял Альбера» / J’ai perdu Albert

## Награды
- Командор ордена Почётного легиона (31 декабря 2015 года)[10].
- Офицер ордена Почётного легиона (31 декабря 2002 года)[11].
- Кавалер ордена Почётного легиона (12 ноября 1984 года)[11].
- Орден Почёта (14 сентября 2009 года, Армения) — за значительный вклад в укрепление и развитие армяно-французских дружеских отношений, культурных связей, а также выдающиеся достижения в области мировой музыки[12].
- Нагрудный знак Российской Федерации «За вклад в российскую культуру» (2018 год, Министерство культуры Российской Федерации)[13].

## Память
- В 2018 году астероид 31201 получил имя Michellegrand
- В 2018 году вышел документальный фильм режиссера Грегори Монро «Michel Legrand, let the music play»